# Gustav Košulič
Gustav Košulič (* 2. Juli 1911 in Brünn; † 12. Juli 1943 in Berlin-Plötzensee) war ein tschechoslowakischer Funkamateur und Widerstandskämpfer gegen den Nationalsozialismus.

## Leben
Gustav Košulič wurde 1911 als Sohn von Václav Košulič und seiner Frau Eva geboren. Der gelernte Elektrotechniker beschäftigte sich in seiner Freizeit mit dem damals noch in den Kinderschuhen steckenden Amateurfunk. Nur vergleichsweise wenige Amateurfunklizenzen waren in den 1930er-Jahren weltweit vergeben worden. Košulič arbeitete unter dem ihm zugewiesenen Amateurfunk-Rufzeichen OK1GU. Seinen Militärdienst leistete er beim Militärsender auf dem Brünner Spielberg. Ab 1937 war er als Inspektor für die Kontrolní služba radioelektrická (kurz KSR) tätig, welche das noch junge Funkwesen in der Tschechoslowakei überwachte. Im Frühjahr 1938 lernte er Marie Uhrová kennen. Beide heirateten 1940 und bekamen im Sommer 1941 mit Jana Košuličová eine gemeinsame Tochter.
Nach der Errichtung des Protektorats Böhmen und Mähren wurde vom sowjetischen Geheimdienst eine Gruppe tschechoslowakischer Piloten als Agenten hinter den feindlichen Linien abgesetzt. Ziel war es unter anderem, deutsche Truppenbewegungen und Rüstungsprojekte auf dem Gebiet des Protektorats auszuspähen. Gemeinsam gelang es ihnen, ein fast das gesamte Gebiet des Protektorats abdeckendes Spionagenetzwerk zu schaffen. Übermittelt wurden ihre Informationen unter anderem mittels verschlüsselter Nachrichten, wofür zwei von ihnen eigens als Funker ausgebildet wurden, die sowohl die Morsetelegrafie beherrschten, als auch in der Lage waren, entsprechende Funkgeräte zu bauen. Materialproben, Zeichnungen, Dokumente und dergleichen wurden über das Netzwerk außer Landes geschafft. Auf Grund des sich ausweitenden Netzwerks wurden weitere Sender nötig und Gustav Košulič 1940 schließlich von Vladislav Bobák, einem der damaligen Hauptakteure, als Funker angeworben. Unterstützt von weiteren Funkamateuren, wie Jan Habrda (OK2AH) und immer unter der Gefahr, von den Deutschen angepeilt und entdeckt zu werden, wechselte Košulič nach einer kurzen Unterweisung im System ständig den Standort seiner Funkstation.
Anfang des Jahres 1941 vom für die Gestapo arbeitenden Jaroslav Bednář verraten und von den Deutschen entdeckt, wurde Košulič, wie zahlreiche andere des Netzwerks, verhaftet und im November 1942 schließlich zum Tode verurteilt. Am 12. Juli 1943 wurde Gustav Košulič in der Zentralen Hinrichtungsstätte in Berlin-Plötzensee hingerichtet.